# Fotsteg i Ökensanden
Fotsteg i Ökensanden är en radioteater som gick under sommaren 1999. Den bygger på historierna ur Gamla testamentet med start från Abraham och sedan hela vägen generationen ner till Moses. Det finns också en del som handlar om skapelsen.

## Del 1: Abrahams stjärnor
Handlar om hur Abraham får ett löfte av Gud att han ska få barn, barnbarn och barnbarnsbarn, och om städerna Sodom och Gomorra.
- Lennart Jähkel - Gud
- Douglas Johansson - Abraham
- Ingela Olsson - Sara
- Kalle Westerdahl - Lot
- Figge Norling - Ängel

## Del 2: Abraham och elden på berget
Handlar om hur Agar föder Ismael och hur Sara föder Isak. Den handlar också om hur Abraham måste välja mellan sin kärlek till Gud, och till sonen Isak.
- Lennart Jähkel - Gud
- Douglas Johansson - Abraham
- Ingela Olsson - Sara
- Lena Mosegård - Agar
- Rasmus Thunberg-Grosin - Ismael
- David Arnesen - Isak

## Del 3: Jakob och den farliga lögnen
Den handlar om hur Jakob lurar till sig arvsrätten från sin blinde far Isak och sen tvingas fly landet när brodern Esau får reda på hans ogärning.
- Lennart Jähkel - Gud
- Jacob Ericksson - Jakob
- Per Eggers - Isak
- Magnus Krepper - Esau
- Melinda Kinnaman - Rebecka

## Del 4: Josef, drömmaren
Om hur Josef blir såld av sina avundsjuka bröder som slav till Egypten.
- Lennart Jähkel - Gud
- Jonas Karlsson - Josef
- Jacob Ericksson - Jakob
- Pontus Plaenge - Levi
- Figge Norling - Simon
- Klas Lundström- Ruben
- Henrik Ekeqvist - Juda
- Victor Ström - Isasgar
- Jan Waldecranz - Farao Potifar
- EwaMaria Björkström - Faros fru
- Johan Lindell - Vinkännaren

## Del 5: Josef i Egypten
Om sju goda och sju svåra år i Egypten som Josef hjälper Farao Potifar igenom. Handlar också om hur Josef lurar sina bröder och får sin familj tillbaka.
- Lennart Jähkel - Gud
- Jonas Karlsson - Josef
- Jan Waldecranz - Faroao Potifar
- Pontus PLaenge - Levi
- Figge Norling - Simon
- Klas Lundqvist - Ruben
- Henrik Ekeqvist - Juda
- Viktor Ström - Isasgar
- Fedrik Karleman - Benjamin

## Del 6: Mose i vassen
Om hur Mose blir hittad av prinsessan i floden och om hur han som vuxen måste fly för sitt liv.
- Lennart Jähkel - Gud
- Simon Norrthon - Mose
- Jan Waldecranz - Farao Potifar
- Tuvalisa Rangström - Prinsessan
- Jasmine Heikura - Miriam
- Victor Ström - Slavdrivare
- Ann Petrén - Moses mor
- Nils Hidemark Boström - Aron

## Del 7: Mose och Faraos envishet
Om hur Mose träffar Sippora och får i uppdrag av Gud att rädda sitt land.
- Lennart Jähkel - Gud
- Simon Norrthon - Mose
- Jan Waldecranz - Farao Potifar
- Eva Röse - Sippora
- Kalle Westerdahl - Tjänare

## Del 8: Mose och den långa vandringen
Om hur Mose leder sitt folk genom den livsfarliga öknen och om Guds röst på Sinai berg.
- Lennart Jähkel - Gud
- Simon Norrthon - Mose
- Eva Röse - Sippora

## Del 9: Josuas trumpeter
Om hur fruktbarheten blomstrar och om hur Israles folk får vänta i 40 år i öknen innan Josua leder dem in i Jeriko.
- Lennart Jähkel - Gud
- Henrik Rafaelson - Josua

## Del 10: Rahabs epilog
Om jordens skapelse och om hur man levde på en gigantisk båt med en massa djur.
- Lennart Jähkel - Gud
- Ann Petrén - Rahab
- Henrik Rafaelson - Noak/Josua